# Държавен спиртен монопол
Държавният спиртен монопол представлява изключителното право на държавата да произвежда спирт и спиртни напитки и да търгува с тях. Въведен е през 1947 г. със Закона за спирта и подсладените спиртни напитки и търговията с плодови ракии и вино. Отменен е през 1999 г.
Първият опит на държавата за въвеждане на спиртен монопол е от 1934 г., когато е приет Закона за държавния монопол върху спирта и сливовата ракия. Той е отменен в края на 1935 г.
Законът за спирта и подсладените спиртни напитки и търговията с плодови ракии и вино предвижда отчуждаване на частните спиртни фабрики, спиртоварници и питиепродавници на едро срещу обезщетение в 3 %-ни лихвоносни облигации или пари. Отчуждените фабрики стават част от режима на национализираните предприятия. Създадено е държавното стопанско предприятие „Спиртен монопол“ в София. То има изключителното право да произвежда спирт и подсладени спиртни питиета, както и да търгува с тях и с плодови ракии и вино на едро. В периода 1976 – 1990 г. производителите на спиртни напитки се ръководят от Държавното стопанско обединение „Винпром“. С приетия през 1999 г. Закон за виното и спиртните напитки производството на винено грозде, вино и други продукти от грозде или вино се осъществява от юридически и физически лица, вписани в регистъра на Националната лозаро-винарска камара.